# Gardenia elata
Gardenia elata är en måreväxtart som beskrevs av Henry Nicholas Ridley. Gardenia elata ingår i släktet Gardenia och familjen måreväxter.

## Underarter
Arten delas in i följande underarter:
- G. e. elata
- G. e. longipedicellata